# Хусейн ибн Али
Хусейн ибн Али (на арабски: بن عبد المطلب بن هاشم بن عبد مناف, пълно име Ал-Хюсеин ибн Али ибн Аби Талиб ибн ал-Муталиб ибн Хашин ибн Абд ал-Манаф) е третият имам на шиизма. Денят на неговата смърт в сражението с халиф Язид I днес се отбелязва с празника Ашура.
Внук е на пророка Мохамед и син на Али ибн Абу Талиб и Фатима. След смъртта на брат му Хасан поема ръководството на въстанието в Куфа срещу Омеядите. Убит е в битката при Кербала на 10 октомври 680 г. (според ислямския календар 10 мухарам 61):с. 151. Погребан е в Кербала, близо до мястото, където загива. По-късно до гроба му е издигната Джамията на имам Хусейн.